# Сануидж

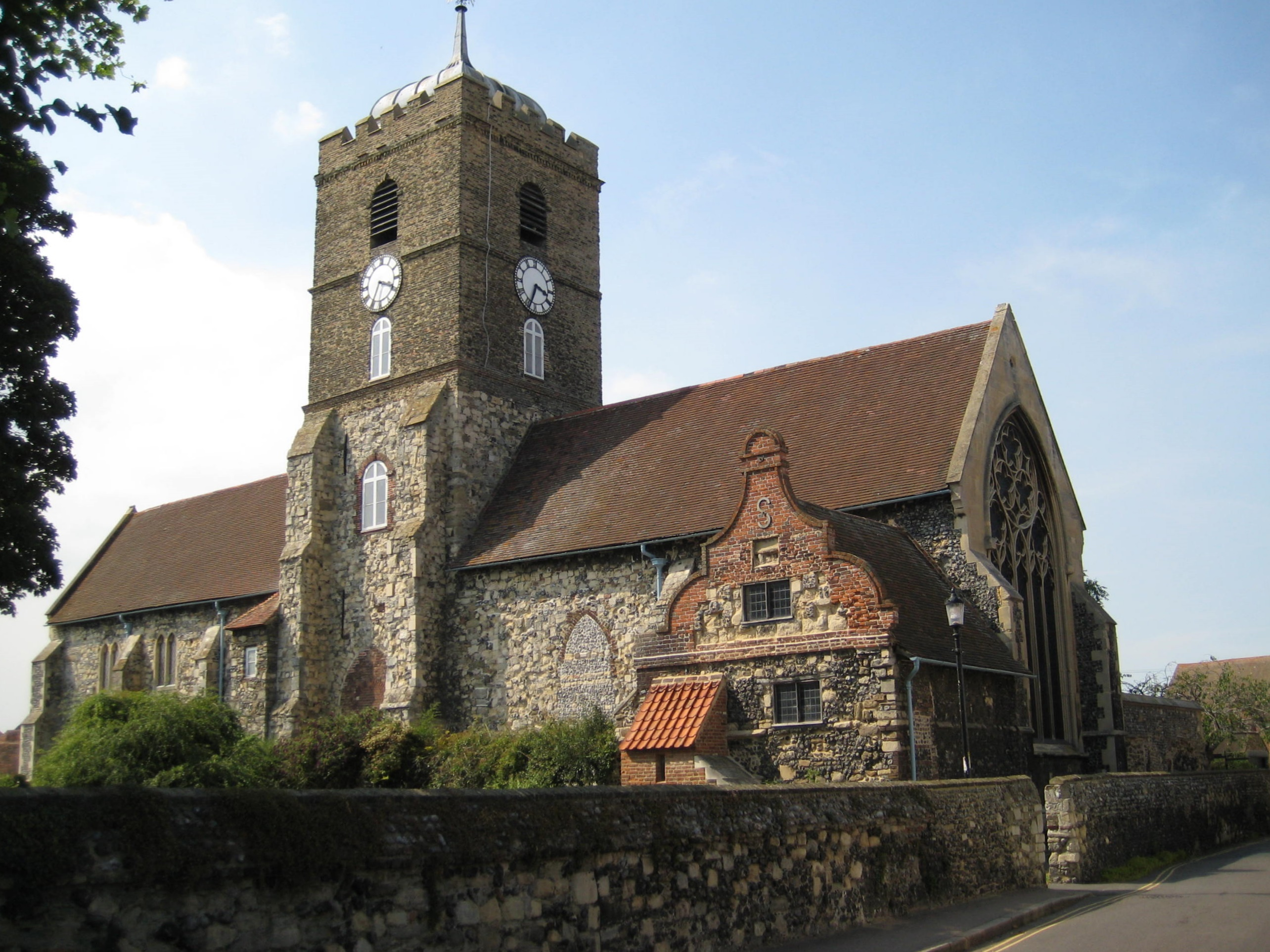
Церковь Святого Петра в Сануидже

Сануидж (англ. Sandwich /ˈsæn(d)wɪdʒ/) — город и община на юго-востоке Англии, в районе Дувр графства Кент. Численность населения на 2011 год составляет 4985 человек.

## Этимология названия
Название происходит от др.-англ. sand wīc — «торговый центр на песке».

## История
Город входил в союз Пяти портов — созданный в Средневековье могущественный альянс приморских городов юго-восточной Англии. Сейчас Сануидж находится в трёх километрах от моря.
В 1460 году, во время Войны Алой и Белой розы, под Сануиджем произошло крупное сражение.
После 1560 года сюда переселилось большое количество выходцев из Нидерландов, бежавших от религиозных преследований на родине.

## Достопримечательности
Следует отметить церковь Сент-Клемент XII столетия, церковь Сент-Мэри, первое известие о которой относится к 1311 году, а также госпиталь Сент-Томас, построенный в XIV веке.

## Города-партнёры
- Онфлёр
- Ронзе
- Зонсбек